# Primera Divisió 2025/26
Die Primera Divisió 2025/26 soll die 31. Spielzeit der höchsten andorranischen Fußballliga. Sie beginnt am 14. September 2025 und endet am 17. Mai 2026. Titelverteidiger ist Inter Club d’Escaldes.

## Modus
Die zehn Mannschaften treten an 27 Spieltagen jeweils dreimal gegeneinander an. Der Meister qualifiziert sich für Vorrunde der UEFA Champions League. Der Zweite und Pokalsieger spielen in der UEFA Conference League. Der Tabellenletzte steigt direkt ab, der Vorletzte spielt in der Relegation gegen den Zweiten der Segona Divisió um den Klassenerhalt.

## Teams und Spielorte
|  | Mannschaft                | Stadt              | Vorjahr    |
|  | ------------------------- | ------------------ | ---------- |
|  | Inter Club d’Escaldes     | Escaldes-Engordany | 1.         |
|  | Atlètic Club d’Escaldes   | Escaldes-Engordany | 2.         |
|  | FC Santa Coloma           | Andorra la Vella   | 3.         |
|  | UE Santa Coloma           | Andorra la Vella   | 4.         |
|  | FC Rànger’s               | Andorra la Vella   | 5.         |
|  | FC Ordino                 | Ordino             | 6.         |
|  | Penya Encarnada d’Andorra | Andorra la Vella   | 7.         |
|  | FC Pas de la Casa         | La Massana         | 8.         |
|  | CF Esperança d’Andorra    | Andorra la Vella   | 9.         |
|  | CE Carroi                 | Andorra la Vella   | Aufsteiger |

## Tabelle
| Pl. | Verein                       | Sp. | S | U | N | Tore    | Diff. | Punkte |
| --- | ---------------------------- | --- | - | - | - | ------- | ----- | ------ |
| 1.  | Inter Club d’Escaldes (M, P) | 0   | 0 | 0 | 0 | 000:000 | ±0    | 0      |
| 2.  | Atlètic Club d’Escaldes      | 0   | 0 | 0 | 0 | 000:000 | ±0    | 0      |
| 3.  | FC Santa Coloma              | 0   | 0 | 0 | 0 | 000:000 | ±0    | 0      |
| 4.  | UE Santa Coloma              | 0   | 0 | 0 | 0 | 000:000 | ±0    | 0      |
| 5.  | FC Rànger’s                  | 0   | 0 | 0 | 0 | 000:000 | ±0    | 0      |
| 6.  | FC Ordino                    | 0   | 0 | 0 | 0 | 000:000 | ±0    | 0      |
| 7.  | Penya Encarnada d’Andorra    | 0   | 0 | 0 | 0 | 000:000 | ±0    | 0      |
| 8.  | FC Pas de la Casa            | 0   | 0 | 0 | 0 | 000:000 | ±0    | 0      |
| 9.  | CF Esperança d’Andorra       | 0   | 0 | 0 | 0 | 000:000 | ±0    | 0      |
| 10. | CE Carroi (N)                | 0   | 0 | 0 | 0 | 000:000 | ±0    | 0      |

Platzierungskriterien: 1. Punkte – 2. Direkter Vergleich (Punkte, Tordifferenz, geschossene Tore) – 3. Tordifferenz – 4. geschossene Tore

| (M) | amtierender andorranischer Meister     |
| (P) | amtierender andorranischer Pokalsieger |
| (N) | Neuaufsteiger der letzten Saison       |

### Kreuztabelle
| Hinrunde (Runden 1–18)  | Hinrunde (Runden 1–18) | Hinrunde (Runden 1–18) | Hinrunde (Runden 1–18) | Hinrunde (Runden 1–18) | Hinrunde (Runden 1–18) | Hinrunde (Runden 1–18) | Hinrunde (Runden 1–18) | Hinrunde (Runden 1–18) | Hinrunde (Runden 1–18) | 2025/26                   | Rückrunde (Runden 19–27) | Rückrunde (Runden 19–27) | Rückrunde (Runden 19–27) | Rückrunde (Runden 19–27) | Rückrunde (Runden 19–27) | Rückrunde (Runden 19–27) | Rückrunde (Runden 19–27) | Rückrunde (Runden 19–27) | Rückrunde (Runden 19–27) | Rückrunde (Runden 19–27) |
| ----------------------- | ---------------------- | ---------------------- | ---------------------- | ---------------------- | ---------------------- | ---------------------- | ---------------------- | ---------------------- | ---------------------- | ------------------------- | ------------------------ | ------------------------ | ------------------------ | ------------------------ | ------------------------ | ------------------------ | ------------------------ | ------------------------ | ------------------------ | ------------------------ |
| Atlètic Club d’Escaldes | CE Carroi              | ESP                    | Inter Club d’Escaldes  | ORD                    | PAS                    | PEN                    | FC Rànger’s            | FC Santa Coloma        | UES                    | Verein                    | Atlètic Club d’Escaldes  | CE Carroi                | ESP                      | Inter Club d’Escaldes    | ORD                      | PAS                      | PEN                      | FC Rànger’s              | FC Santa Coloma          | UES                      |
|                         | :                      | :                      | :                      | :                      | :                      | :                      | :                      | :                      | :                      | Atlètic Club d’Escaldes   |                          | :                        | :                        | :                        | :                        | :                        | :                        | :                        | :                        | :                        |
| :                       |                        | :                      | :                      | :                      | :                      | :                      | :                      | :                      | :                      | CE Carroi                 | :                        |                          | :                        | :                        | :                        | :                        | :                        | :                        | :                        | :                        |
| :                       | :                      |                        | :                      | :                      | :                      | :                      | :                      | :                      | :                      | CF Esperança d’Andorra    | :                        | :                        |                          | :                        | :                        | :                        | :                        | :                        | :                        | :                        |
| :                       | :                      | :                      |                        | :                      | :                      | :                      | :                      | :                      | :                      | Inter Club d’Escaldes     | :                        | :                        | :                        |                          | :                        | :                        | :                        | :                        | :                        | :                        |
| :                       | :                      | :                      | :                      |                        | :                      | :                      | :                      | :                      | :                      | FC Ordino                 | :                        | :                        | :                        | :                        |                          | :                        | :                        | :                        | :                        | :                        |
| :                       | :                      | :                      | :                      | :                      |                        | :                      | :                      | :                      | :                      | FC Pas de la Casa         | :                        | :                        | :                        | :                        | :                        |                          | :                        | :                        | :                        | :                        |
| :                       | :                      | :                      | :                      | :                      | :                      |                        | :                      | :                      | :                      | Penya Encarnada d’Andorra | :                        | :                        | :                        | :                        | :                        | :                        |                          | :                        | :                        | :                        |
| :                       | :                      | :                      | :                      | :                      | :                      | :                      |                        | :                      | :                      | FC Rànger’s               | :                        | :                        | :                        | :                        | :                        | :                        | :                        |                          | :                        | :                        |
| :                       | :                      | :                      | :                      | :                      | :                      | :                      | :                      |                        | :                      | FC Santa Coloma           | :                        | :                        | :                        | :                        | :                        | :                        | :                        | :                        |                          | :                        |
| :                       | :                      | :                      | :                      | :                      | :                      | :                      | :                      | :                      |                        | UE Santa Coloma           | :                        | :                        | :                        | :                        | :                        | :                        | :                        | :                        | :                        |                          |

## Relegation
Der Zweitplatzierte der Segona Divisió bestreitet im Anschluss zwei Relegationsspiele gegen den Neuntplatzierten der Primera Divisió.
|  | Gesamt |  | Hinspiel | Rückspiel |
|  | ------ |  | -------- | --------- |
|  | :      |  | :        | :         |